# Flinthörn

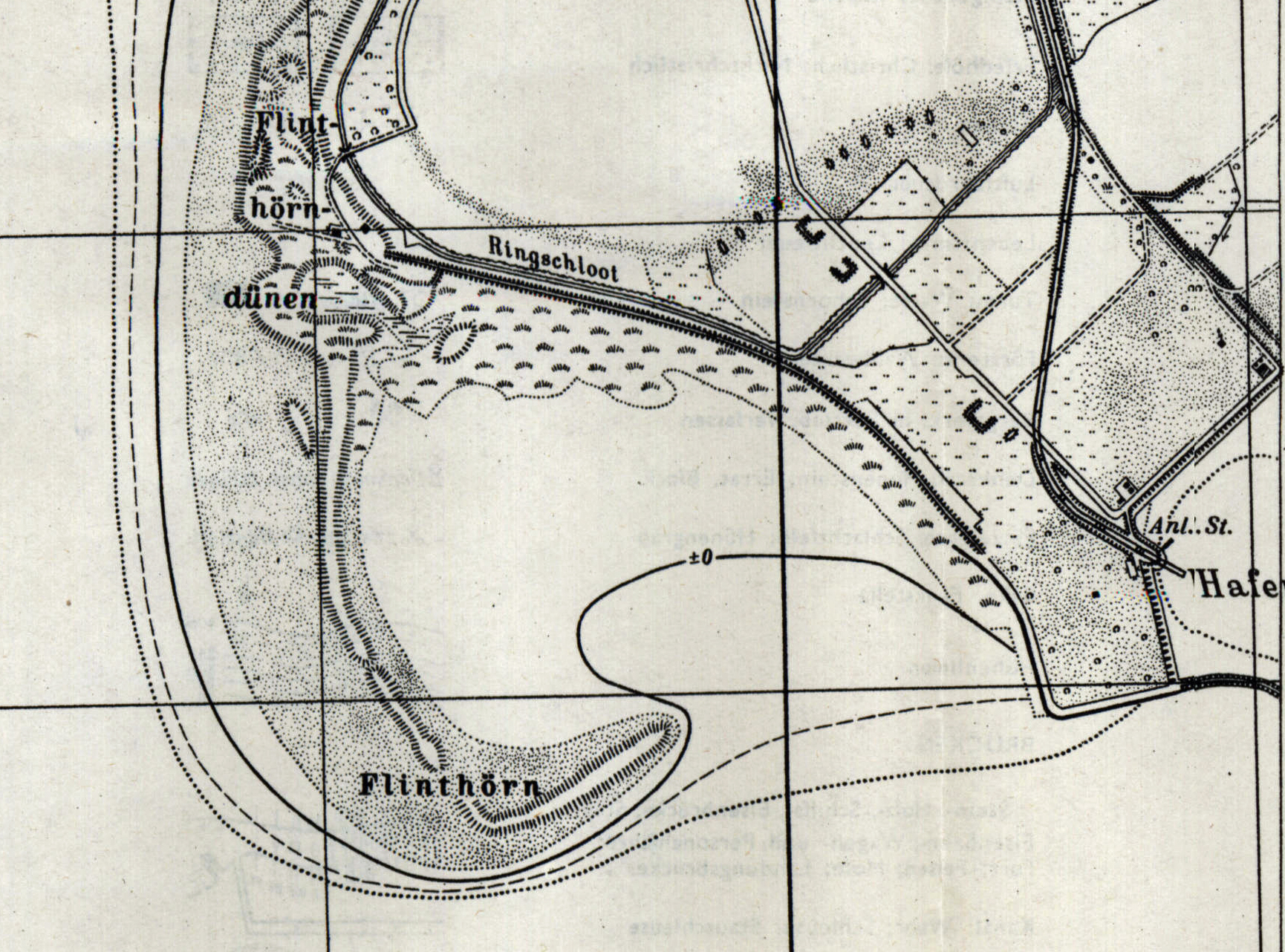
Flinthörn, Karte von 1955

Das Flinthörn ist ein Gebiet im Südwesten der ostfriesischen Insel Langeoog, dessen Name sich aus den beiden Begriffen Flint (Feuerstein) und Hörn (Fluthaken) ableitet. Seit 1986 gehört das Flinthörn als Ruhezone (Schutzzone I) zum Nationalpark Niedersächsisches Wattenmeer. Zuvor war der Bereich bereits ab 1963 wegen seiner herausragenden naturschutzfachlichen Bedeutung als „Naturschutzgebiet Flinthörn“ ausgewiesen.
Das ausgeprägte Salzwiesen- und Dünengebiet entstand mit der Zeit aus einer eigenständigen, sich anlagernden Sandplate. Historischen Berichten zufolge setzte die Entwicklung des Flinthörns ein, als nach einer Sturmflut im Februar 1825 Teile des auf der Nachbarinsel Baltrum liegenden Inseldorfs zerstört wurden. Die Trümmer wurden im Bereich des Langeooger Flinthörns angetrieben und bildeten für den Flugsand Hindernisse, die zur Ablagerung von Sand führten. So begann die Dünenbildung der ersten Flinthörndüne. Begünstigt durch den von 1937 bis 1944 errichteten Flinthörndeich, entwickelte sich das Deichvorland ungestört von der Sandplate über die unterschiedlichsten Stadien der Dünenentwicklung bis hin zu den älteren Graudünen. Alle Stadien der Dünenbildung sind heute noch zu beobachten. Darüber hinaus ist das Flinthörn ein bedeutendes Brut-, Rast- und Gastvogelgebiet für Wat- und Wasservögel.

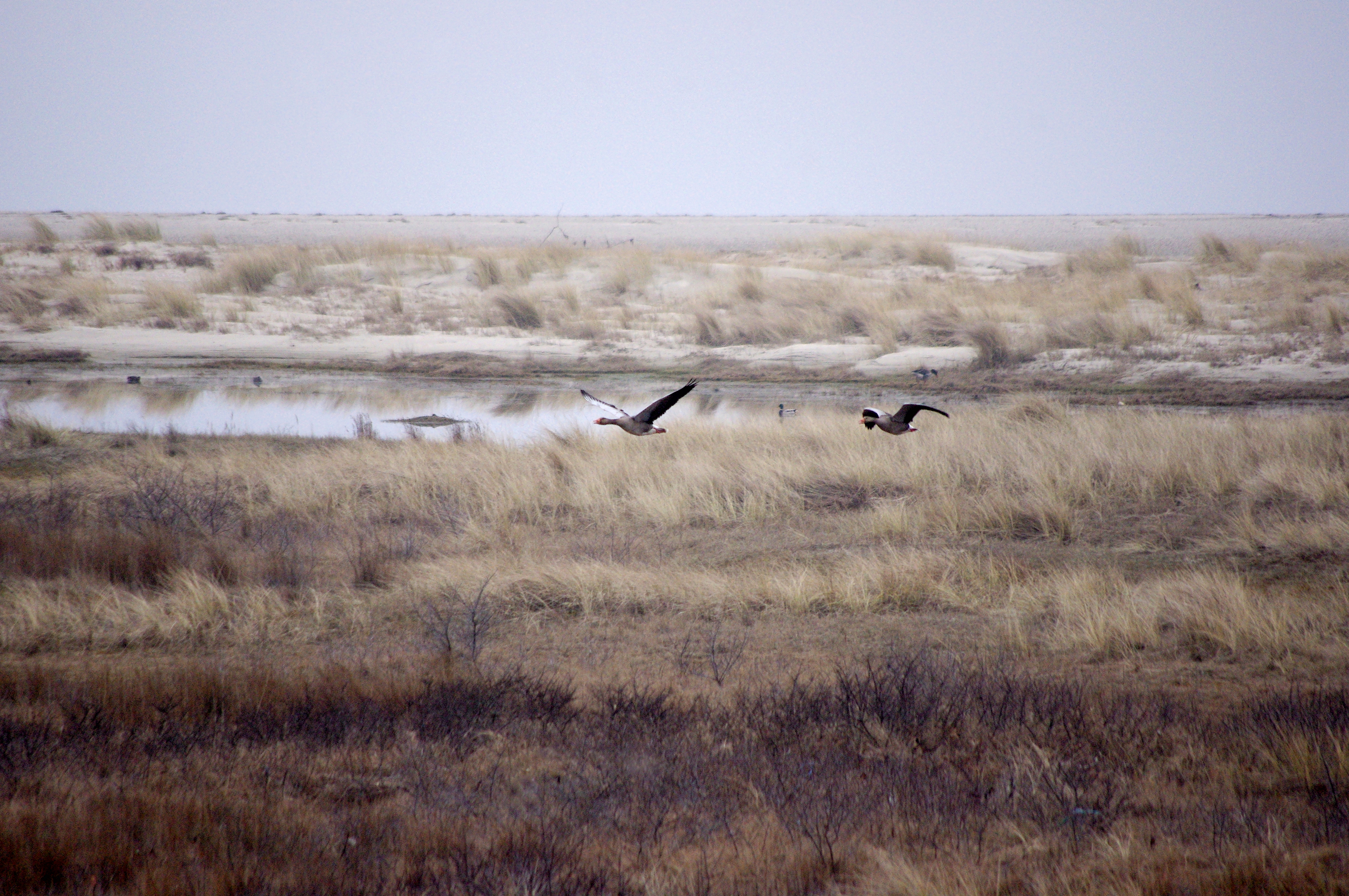
Flinthörn im Frühling 2018 vom Naturlehrpfad aus.

Seit der ersten Unterschutzstellung 1963 darf das Flinthörn ganzjährig nicht mehr betreten werden. Eine Ausnahme bildet der Naturpfad Flinthörn. Ausgehend vom 7,40 Meter hohen Flinthörndeich führt der Naturpfad über 1,5 Kilometer zu einer Beobachtungs- und Informationsplattform am Dünenrand und weiter bis zum Flinthörnstrand. Start und Ende des Naturpfades sind durch Stelen gekennzeichnet. Bebilderte Informationstafeln erläutern die Lebensräume mit ihren Vogel- und Pflanzenarten. Die Einrichtung des Naturpfads war ein Gemeinschaftsprojekt der Inselgemeinde Langeoog, des Niedersächsischen Landesbetriebes für Wasserwirtschaft, Küsten- und Naturschutz sowie der Nationalparkverwaltung. Die Finanzierung der Informationstafeln erfolgte durch Spenden Langeooger Bürger und Institutionen.